# 潘忠宇
潘忠宇（？—？），云南南涧人，中华人民共和国政治人物。

## 生平
中共党员，1989年8月至1990年4月，担任中共沧源县委副书记。1990年4月，担任中共沧源县委书记。